# Västerbottens-Kuriren
Västerbottens-Kuriren (VK) egy 1900-ban alapított liberális svéd újság. Västerbotten tartományban jelenik meg naponta (vasárnap kivételével), Umeåban adják ki.
Az újság Västerbotten és Umeå regionális híreivel foglalkozik, valamint nemzeti és nemzetközi eseményekkel. Az elmúlt húsz évben Norrland (észak-Svédország) három legnagyobb napilapja között szerepelt. 2013-ban 30 800-an fizették elő. 1937 óta az újság évente megjutalmazza Västerbotten legjobb sportolóját az ún. VK-guldet nevű díjjal. A díjazottak között található Ingemar Stenmark, Anja Pärson, Marta Vieira da Silva és Assar Rönnlund.

## Főszerkesztők
- Gustav Rosén, 1902–1926
- Ernst Gafvelin, 1926–1927
- Stellan Rosen, 1927–1967
- Matts Balgård, 1968–1973
- Olle Nilsson, 1973–1978
- Bengt Schöier, 1978–1986
- Olof Kleberg, 1986–2001 (politikai főszerkesztő 1997–2001)
- Torbjörn Bergmark, 1997–2009
  - Ola Nordebo, 2006– (politikai főszerkesztő)
- Sture Bergman, 2009–2011
- Ingvar Naslund, 2011–

## Fordítás
- Ez a szócikk részben vagy egészben  a   Västerbottens-Kuriren című angol Wikipédia-szócikk ezen változatának fordításán alapul.  Az eredeti cikk szerkesztőit annak laptörténete sorolja fel. Ez a jelzés csupán a megfogalmazás eredetét és a szerzői jogokat jelzi, nem szolgál a cikkben szereplő információk forrásmegjelöléseként.
- Ez a szócikk részben vagy egészben  a   Västerbottens-Kuriren című svéd Wikipédia-szócikk ezen változatának fordításán alapul.  Az eredeti cikk szerkesztőit annak laptörténete sorolja fel. Ez a jelzés csupán a megfogalmazás eredetét és a szerzői jogokat jelzi, nem szolgál a cikkben szereplő információk forrásmegjelöléseként.